# الجدل (مكيراس)

تعديل مصدري - تعديل

الجدل هي إحدى قرى عزلة مكيراس بمديرية مكيراس التابعة لمحافظة البيضاء، بلغ تعداد سكانها 95 نسمة حسب تعداد اليمن لعام 2004.